# Ecología del fuego

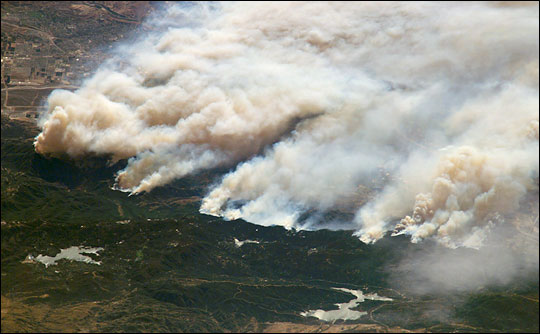
El Old Fire ardiendo en las Montañas de San Bernardino (imagen tomada desde la Estación Espacial Internacional)

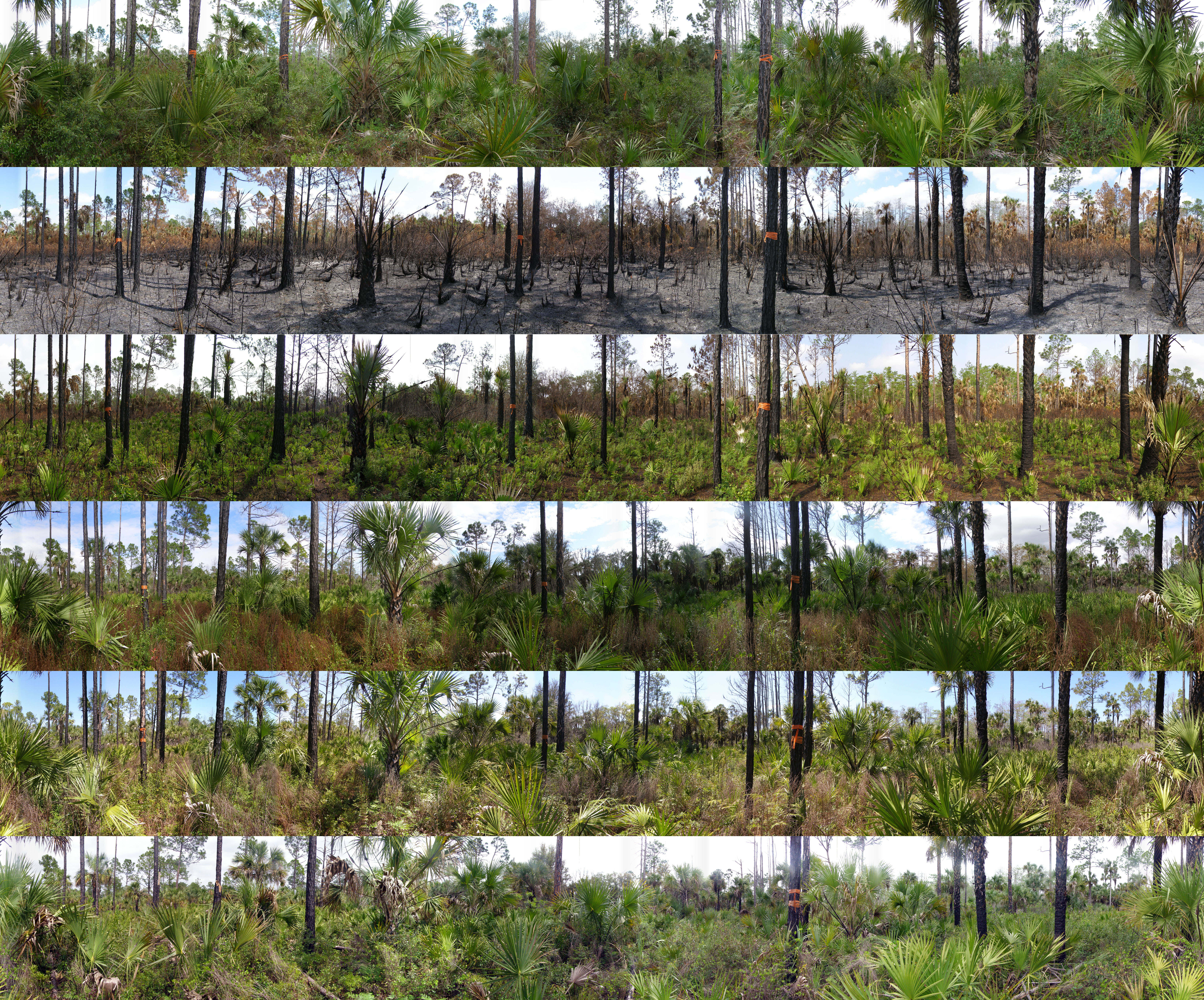
Una combinación de fotos tomadas en Florida Panther NWR. Las fotos son panorámicas y cubren una vista de 360 grados desde el mismo punto de observación. Estas fotos van desde antes de un incendio hasta dos años después

La ecología del fuego es una disciplina científica que se ocupa de los procesos naturales relacionados con el fuego en un ecosistema y de sus efectos ecológicos, las interacciones entre el fuego y los componentes abióticos y bióticos de un ecosistema, y el papel como proceso ecosistémico. Muchos ecosistemas, particularmente las praderas, sabanas, chaparrales y bosques de coníferas, han evolucionado junto con el fuego como un contribuyente esencial para la vitalidad y renovación del hábitat y su existencia.
Muchas especies de plantas en ambientes afectados por incendios requieren del fuego para poder germinar, establecerse o reproducirse. La supresión de incendios forestales no solo elimina a estas especies, sino también a los animales y a otra biota que dependen de ellas para su supervivencia.
Históricamente, las campañas publicitarias en contra de los incendios forestales en los Estados Unidos han moldeado la opinión pública para transmitir la idea de que los incendios forestales en su totalidad son dañinos para la naturaleza, como si no fuesen necesarios para la conservación de algunos ecosistemas. Esta visión se basa en las creencias obsoletas de que los ecosistemas progresan hacia un equilibrio perfecto y que cualquier perturbación externa, como los fuegos generados por causas naturales, alteran la armonía propia de los entes de la naturaleza. Sin embargo, investigaciones ecológicas más recientes han demostrado que el fuego es un componente integral de los procesos ecológicos y de la biodiversidad de muchos hábitats naturales, y que los organismos dentro de estas comunidades se han adaptado para resistir e incluso explotar los incendios forestales naturales hacía sus propias necesidades. De manera más general, el fuego ahora se considera una "perturbación natural", similar a las inundaciones, las tormentas de viento y los deslizamientos de tierra, que han impulsado la evolución de las especies y controlan las características de los ecosistemas.
La supresión de incendios, en combinación con otros cambios ambientales causados por el hombre, puede haber tenido consecuencias imprevistas para los ecosistemas naturales. Algunos grandes incendios forestales en los Estados Unidos se han atribuido a años de extinción de los pequeños incendios naturales y a la expansión continua de personas en ecosistemas adaptados previamente al fuego, pero es más probable que el cambio climático sea el responsable de la propagación de incendios de mayor tamaño. Los administradores de tierras se enfrentan a preguntas difíciles sobre cómo restaurar un régimen de incendios naturales, pero aun así la respuesta sigue siendo permitir que los incendios forestales ardan como método menos costoso y probablemente más efectivo.

## Componentes del fuego

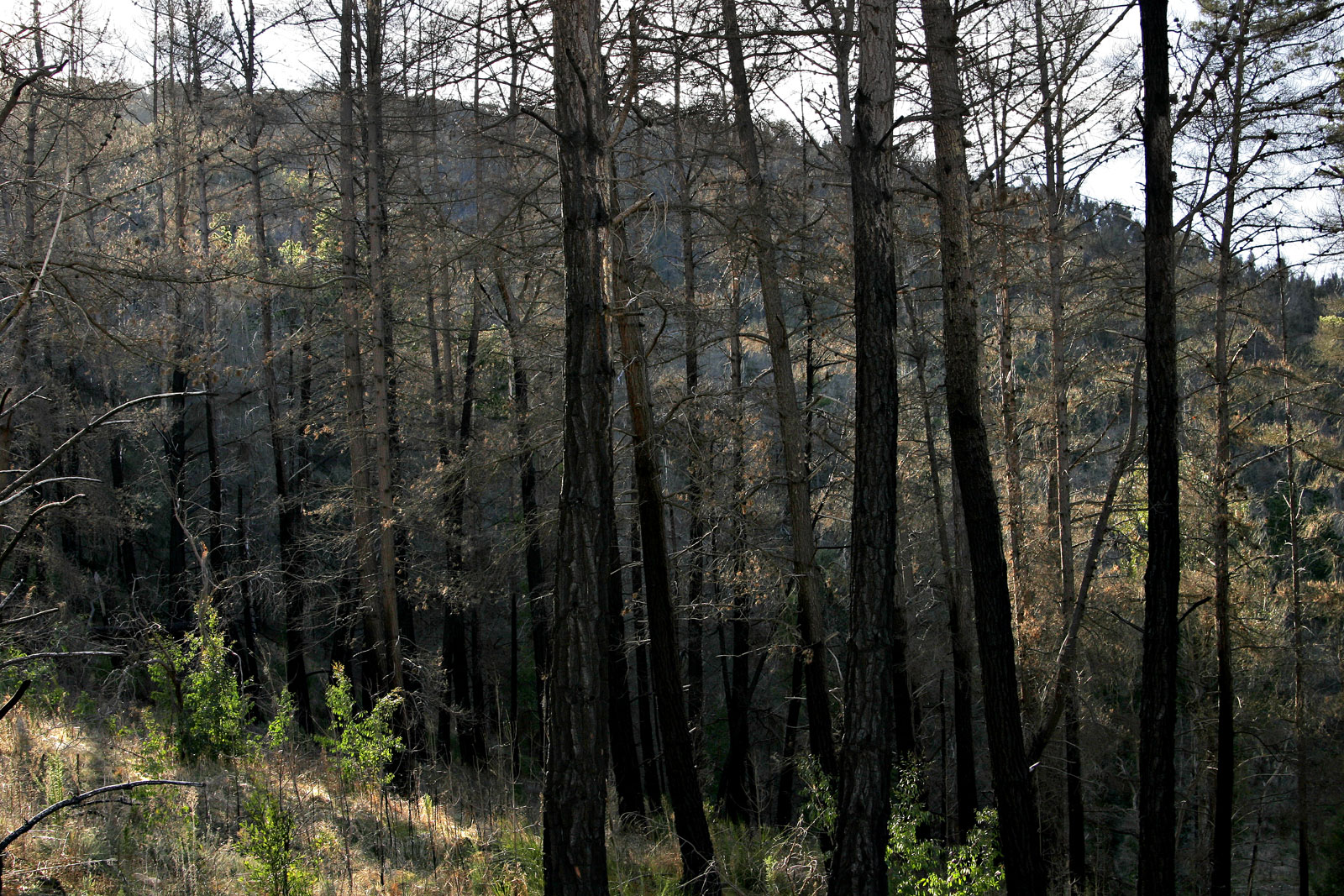
Plantación de pino radiata quemada durante los incendios forestales alpinos del este de Victoria de 2003, Australia

Un régimen de incendios describe las características del fuego y cómo interactúa con un ecosistema en particular. Su "severidad" es un término que usan los ecologistas para referirse al impacto que tiene un incendio en un ecosistema. Por lo general, se estudia utilizando herramientas como la teledetección, que permite realizar estimaciones del área quemada, la gravedad y el riesgo de incendio asociado con un área determinada. Los ecólogos pueden definir esto de muchas maneras, pero una forma es a través de una estimación de la mortalidad de las plantas. El fuego puede arder en tres niveles. Los fuegos terrestres quemarán el suelo que es rico en materia orgánica. Los fuegos superficiales quemarán el material vegetal muerto que se encuentra en el suelo. Los fuegos de copa arderán en las copas de los arbustos y árboles. Los ecosistemas generalmente experimentan una combinación de los tres.
Los incendios a menudo estallarán más probablemente durante una estación seca, que durante una temporada de lluvias, pero en algunas áreas los incendios forestales también pueden ocurrir comúnmente durante una época del año en la que prevalecen los rayos en las tormentas eléctricas. La frecuencia entre ellas a lo largo de un lapso de años en la que ocurrirá un incendio en un lugar en particular es una medida de qué tan comunes son los incendios forestales en un ecosistema determinado. Se define como el intervalo promedio entre incendios en un sitio dado, o el intervalo promedio entre incendios en un área especificada equivalente.
Definida como la energía liberada por unidad de longitud de la línea de fuego (kW m −1), la intensidad de los incendios forestales se puede estimar como:
- El producto de:
  - La tasa de dispersión lineal (ms −1)
  - El calor de combustión (kJ kg −1)
  - Y la masa de combustible quemado por unidad de área
- O bien se puede estimar a partir de la longitud de las llamas.[9]

## Respuestas abióticas
Los incendios pueden afectar a los suelos a través de procesos de calentamiento y combustión. Dependiendo de las temperaturas de los suelos causadas por los procesos de combustión, se producirán diferentes efectos secundarios, desde la evaporación del agua en los rangos de temperatura más bajos hasta la combustión de la materia orgánica del suelo y la formación de materia orgánica pirógena, también conocida como carbón vegetal.
Los incendios pueden causar cambios en los nutrientes del suelo a través de diversos mecanismos, que incluyen oxidación, volatilización, erosión y lixiviación por agua, pero el evento generalmente debe ser de altas temperaturas para que ocurra una pérdida significativa de nutrientes. Sin embargo, la cantidad de nutrientes disponibles en los suelos suele aumentar debido a la ceniza que se genera, que queda rápidamente disponible, a diferencia de la liberación lenta de nutrientes por descomposición. El desprendimiento de rocas (o exfoliación térmica) acelera la meteorización de las rocas y, potencialmente, la liberación de algunos nutrientes.
Se observa comúnmente un aumento en el pH del suelo después de un incendio, muy probablemente debido a la formación de carbonato de calcio y la subsiguiente descomposición de este carbonato de calcio en óxido de calcio cuando las temperaturas aumentan aún más. También podría deberse al aumento del contenido de cationes en el suelo debido a la ceniza, que aumenta temporalmente el pH del suelo. La actividad microbiana en el suelo también podría aumentar debido al calentamiento del suelo y al aumento del contenido de nutrientes en el suelo, aunque los estudios también han encontrado una pérdida completa de microbios en la capa superior del suelo después de un incendio. En general, los suelos se vuelven más básicos (pH más alto) después de los incendios debido a la combustión ácida. Al impulsar reacciones químicas novedosas a altas temperaturas, el fuego puede incluso alterar la textura y la estructura de los suelos al afectar el contenido de arcilla y la porosidad del suelo.
La eliminación de la vegetación después de un incendio puede causar varios efectos en el suelo, como el aumento de la temperatura del terreno durante el día debido al aumento de la radiación solar en la superficie del suelo y a su mayor absorción y un mayor enfriamiento debido a la pérdida de calor por radiación durante la noche. Menos hojas para interceptar la lluvia también harán que más lluvia llegue a la superficie del suelo, y con menos plantas para absorber el agua, la cantidad de agua contenida en los suelos podría aumentar, generando deslizamientos de tierra y mayor cantidad de incendios. Sin embargo, podría verse que la ceniza puede ser repelente al agua cuando está seca y, por lo tanto, el contenido y la disponibilidad de agua podrían no aumentar.

## Respuestas bióticas y adaptaciones.

### Plantas

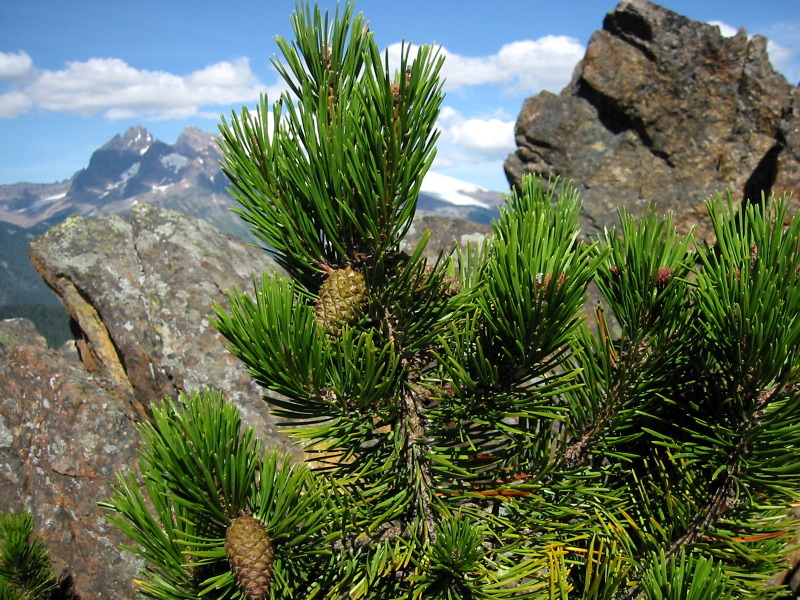
Conos de pino Lodgepole

Las plantas han desarrollado muchas adaptaciones para hacer frente al fuego. De estas adaptaciones, una de las más conocidas es probablemente la piriscencia, donde la maduración y liberación de las semillas se desencadena, en su totalidad o en parte, por el fuego o el humo de los incendios estacionarios; este comportamiento a menudo se denomina erróneamente serotinidad, aunque este término realmente denota la categoría mucho más amplia de liberación de semillas activada por cualquier estímulo. Todas las plantas pirescentes son serotinosas, pero no todas las plantas serotinosas son pirescentes (algunas son necriscentes, higriscentes, xeriscentes, soliscentes o alguna combinación de las mismas). Por otro lado, la germinación de semilla activada por algún resorte no debe confundirse con la piriscencia; se conoce como latencia fisiológica.
En comunidades de chaparral en el sur de California, por ejemplo, algunas plantas tienen hojas recubiertas de aceites inflamables que fomentan un fuego intenso. Este calor hace que germinen sus semillas activadas por el fuego (un ejemplo de latencia) y las plantas jóvenes pueden capitalizar la falta de competencia en un paisaje quemado. Otras plantas tienen semillas activadas por humo o brotes activados por fuego. Las piñas del pino Lodgepole (Pinus contorta) son, por el contrario, pirescentes: están selladas con una resina que se derrite por efecto del fuego, liberando las semillas. Muchas especies de plantas, incluida la secuoya gigante intolerante a la sombra (Sequoiadendron giganteum), requieren fuego para disponer de espacios en el dosel de la vegetación que dejen pasar la luz, permitiendo que sus plántulas compitan con las plántulas más tolerantes a la sombra de otras especies, y así poder establecerse. Debido a que su naturaleza estática les impide evitar el fuego, las especies de plantas solo pueden ser intolerantes al fuego, tolerantes al fuego o resistentes al fuego.

#### Intolerancia al fuego
Las especies de plantas intolerantes al fuego tienden a ser altamente inflamables y el fuego las destruye por completo. Algunas de estas plantas y sus semillas pueden simplemente desaparecer de la comunidad después de un incendio y no regresar; otras se han adaptado para asegurarse de que su descendencia sobreviva a la siguiente generación. Las "sembradoras obligadas" son plantas con grandes bancos de semillas activados por el fuego que germinan, crecen y maduran rápidamente después de un incendio, para poder reproducirse y renovar el banco de semillas antes del próximo incendio. Las semillas pueden contener la proteína receptora KAI2, que es activada por las hormonas de crecimiento karrikinas liberadas por el fuego.

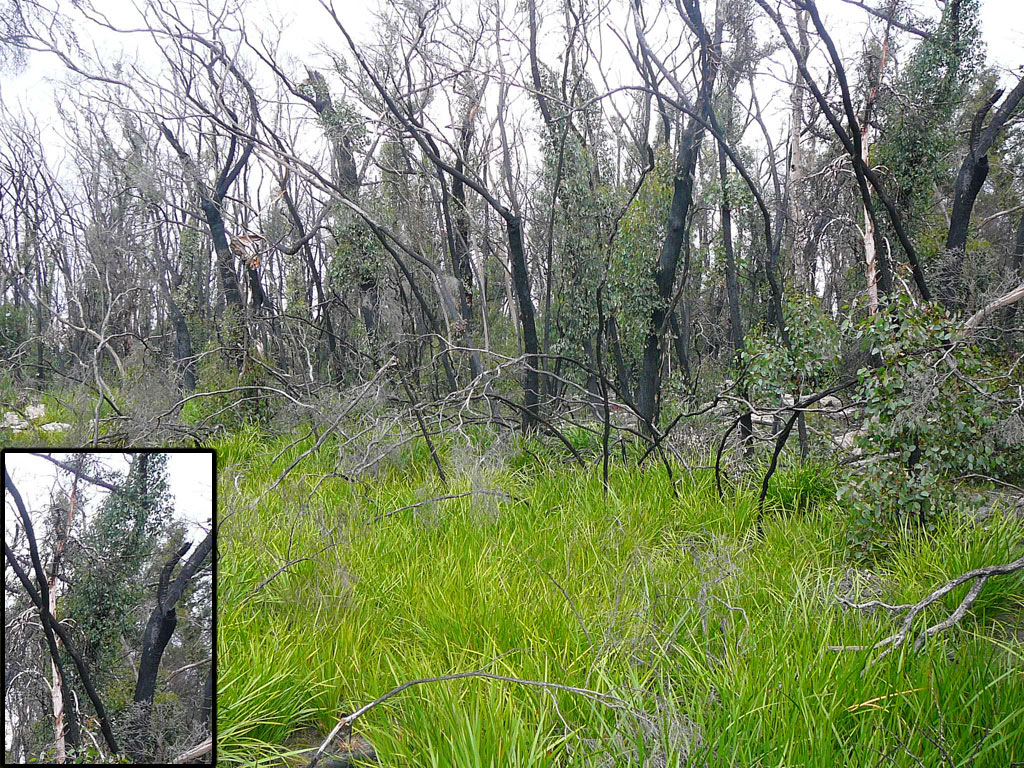
Tolerancia al fuego. Rebrote típico después de un incendio forestal en Australia

#### Tolerancia al fuego
Las especies tolerantes al fuego son capaces de soportar cierto grado de quema y continúan creciendo a pesar del daño causado por el fuego. Estas plantas a veces se denominan " rebrotadoras ". Los ecologistas han demostrado que algunas especies de rebrotadores almacenan energía adicional en sus raíces para ayudar a la recuperación y el nuevo crecimiento después de un incendio. Por ejemplo, después de un incendio forestal en Australia, el árbol Mountain Grey Gum (Eucalyptus cypellocarpa) comienza a producir una masa de brotes de hojas desde la base del árbol hasta la parte superior del tronco, haciéndolo parecer un palo negro completamente cubierto. con hojas jóvenes y verdes.

#### Resistente al fuego
Las plantas resistentes al fuego sufren poco daño durante un régimen de fuego característico. Estos incluyen árboles grandes cuyas partes inflamables están muy por encima de los incendios superficiales. El pino ponderosa maduro (Pinus ponderosa) es un ejemplo de una especie de árbol que prácticamente no sufre daños en la copa bajo un régimen de fuego naturalmente leve, porque arroja sus ramas inferiores vulnerables a medida que madura.

### Animales, pájaros y microbios.

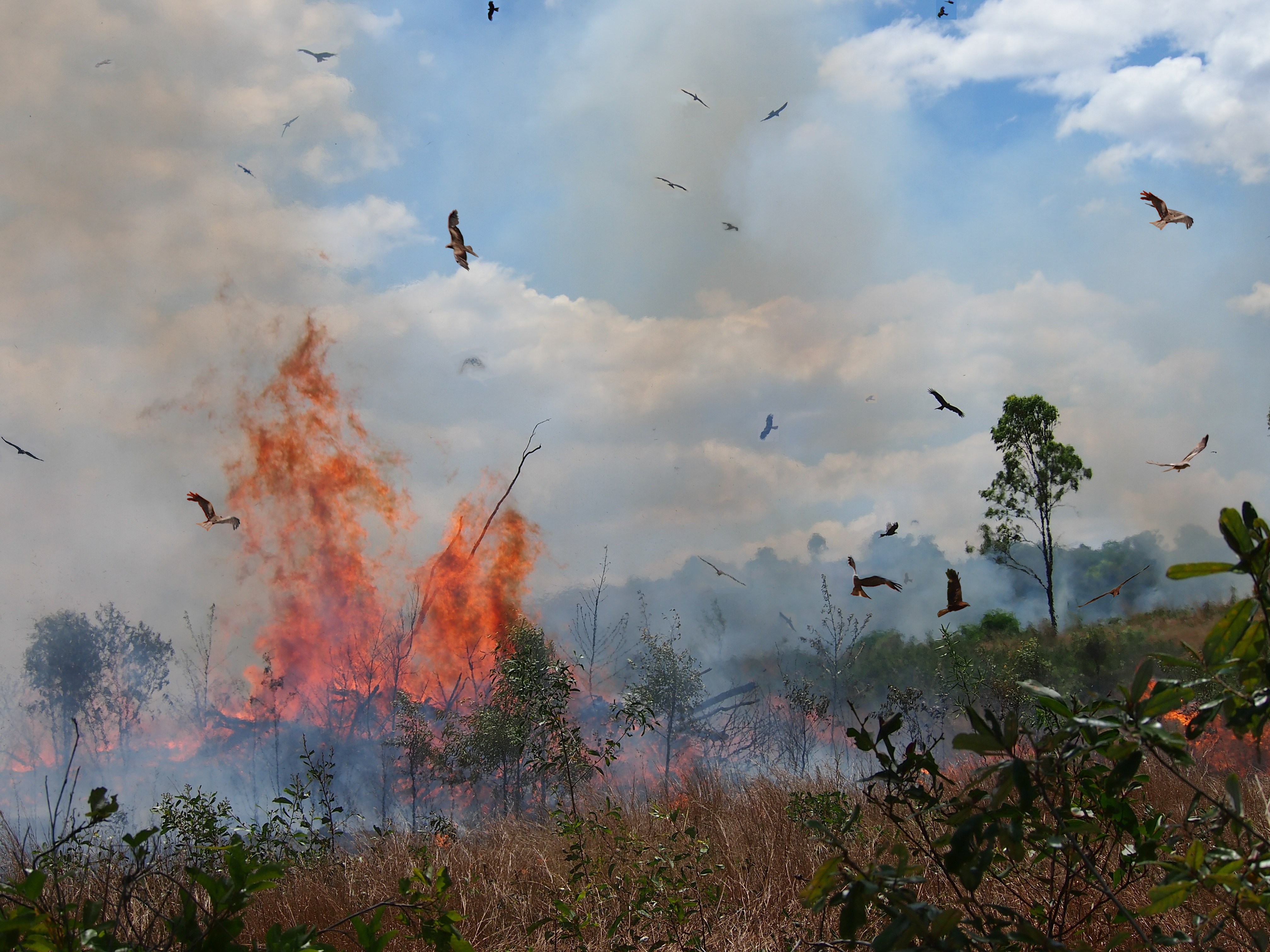
Una bandada mixta de halcones cazando dentro y alrededor de un incendio forestal

Al igual que las plantas, los animales muestran una variedad de habilidades para hacer frente al fuego, pero se diferencian de la mayoría de las plantas en que deben evitar el fuego real para sobrevivir. Aunque las aves pueden ser vulnerables cuando anidan, generalmente pueden escapar de un incendio; de hecho, a menudo se benefician de poder capturar presas que huyen de un incendio y recolonizar rápidamente las áreas quemadas. De hecho, muchas especies de vida silvestre en todo el mundo dependen de los incendios recurrentes en los ecosistemas dependientes del fuego para crear y mantener el hábitat. Cierta evidencia antropológica y etnoornitológica sugiere que ciertas especies de aves rapaces que buscan fuego pueden participar en la propagación intencional del fuego para ahuyentar a sus presas. Los mamíferos a menudo son capaces de huir de un incendio o buscar refugio si pueden excavar. Los anfibios y los reptiles pueden evitar las llamas excavando en el suelo o utilizando las madrigueras de otros animales. Los anfibios, en particular, pueden refugiarse en el agua o en el lodo muy húmedo.
Algunos artrópodos también se refugian durante un incendio, aunque el calor y el humo pueden atraer a algunos de ellos, para su propio peligro. Los organismos microbianos en el suelo varían en su tolerancia al calor, pero es más probable que puedan sobrevivir a un incendio cuanto más profundos estén en el suelo. Una intensidad de fuego baja, un paso rápido de las llamas y un suelo seco también ayudarán. Un aumento en los nutrientes disponibles después de que haya pasado el fuego puede resultar en comunidades microbianas más grandes que antes del fuego. La tolerancia al calor generalmente mayor de las bacterias en relación con los hongos hace posible que la diversidad de la población microbiana del suelo cambie después de un incendio, según la gravedad del incendio, la profundidad de los microbios en el suelo y la presencia de cubierta vegetal. Ciertas especies de hongos, como Cylindrocarpon destructans, parecen no verse afectados por los contaminantes de la combustión, que pueden inhibir la repoblación del suelo quemado por otros microorganismos y, por lo tanto, tienen una mayor probabilidad de sobrevivir a la perturbación del fuego y luego recolonizar y superar a otras especies de hongos. después.

## Fuego y sucesión ecológica
El comportamiento del fuego es diferente en cada ecosistema y los organismos en esos ecosistemas se han adaptado en consecuencia. Una gran generalidad es que en todos los ecosistemas, el fuego crea un mosaico de diferentes parches de hábitat, con áreas que van desde las que acaban de ser quemadas hasta las que no han sido tocadas por el fuego durante muchos años. Esta es una forma de sucesión ecológica en la que un sitio recién quemado progresará a través de fases continuas y direccionales de colonización luego de la destrucción causada por el fuego. Los ecólogos suelen caracterizar la sucesión a través de los cambios en la vegetación que surgen sucesivamente. Después de un incendio, las primeras especies en volver a colonizar serán aquellas con semillas que ya están presentes en el suelo, o aquellas con semillas que pueden viajar rápidamente al área quemada. Estas son generalmente plantas herbáceas de rápido crecimiento que requieren luz y no toleran la sombra. A medida que pasa el tiempo, las especies leñosas de crecimiento más lento y tolerantes a la sombra eliminarán algunas de las plantas herbáceas. Las coníferas suelen ser especies de sucesión temprana, mientras que los árboles de hoja ancha las reemplazan con frecuencia en ausencia de incendios. Por lo tanto, muchos bosques de coníferas dependen de incendios recurrentes. Tanto los incendios naturales como los humanos afectan a todos los ecosistemas, desde las turberas hasta los matorrales, los bosques y los paisajes tropicales. Esto afecta la forma en que el ecosistema está estructurado y funciona. Aunque naturalmente siempre ha habido incendios forestales, la frecuencia de los incendios forestales ha aumentado a un ritmo acelerado en los últimos años. Esto se debe en gran parte a la disminución de las precipitaciones, el aumento de la temperatura y el aumento de las igniciones humanas.
Diferentes especies de plantas, animales y microbios se especializan en explotar diferentes etapas en este proceso de sucesión, y al crear estos diferentes tipos de parches, el fuego permite que exista una mayor cantidad de especies dentro de un paisaje. Las características del suelo serán un factor para determinar la naturaleza específica de un ecosistema adaptado al fuego, al igual que el clima y la topografía. Diferentes frecuencias de fuego también dan como resultado diferentes caminos de sucesión; los intervalos cortos entre incendios a menudo eliminan especies de árboles debido al tiempo requerido para reconstruir un banco de semillas, lo que resulta en el reemplazo por especies de semillas más livianas como pastos y hierbas

## Ejemplos de fuego en diferentes ecosistemas

### Bosques
Incendios de leves a moderados queman el sotobosque del bosque, eliminando árboles pequeños y la cubierta herbácea del suelo. Los incendios de alta severidad quemarán las copas de los árboles y matarán la mayor parte de la vegetación dominante. Los incendios de copa pueden requerir el apoyo de combustibles terrestres para mantener el fuego en el dosel del bosque (incendios de copa pasivos), o el fuego puede arder en el dosel independientemente de cualquier apoyo de combustible terrestre (un incendio de copa activo). Los incendios de alta severidad crean hábitats de bosques serales tempranos complejos, o bosques secundarios con altos niveles de biodiversidad. Cuando un bosque se quema con frecuencia y, por lo tanto, tiene menos acumulación de hojarasca, la temperatura del suelo subterráneo aumenta solo un poco y no será letal para las raíces que se encuentran en lo profundo del suelo. Aunque otras características de un bosque influirán en el impacto del fuego sobre él, factores como el clima y la topografía juegan un papel importante en la determinación de la gravedad y extensión del incendio. Los incendios se propagan más ampliamente durante los años de sequía, son más severos en las laderas superiores y están influenciados por el tipo de vegetación que está creciendo.

#### Bosques en Columbia Británica
En Canadá, los bosques cubren alrededor del 10% de la superficie terrestre y, sin embargo, albergan el 70% de las especies de aves y mamíferos terrestres del país. Los regímenes de incendios naturales son importantes para mantener un conjunto diverso de especies de vertebrados en hasta doce tipos de bosques diferentes en la Columbia Británica. Diferentes especies se han adaptado para explotar las diferentes etapas de sucesión, rebrote y cambio de hábitat que ocurre después de un episodio de quema, como árboles caídos y escombros. Las características del incendio inicial, como su tamaño e intensidad, hacen que el hábitat evolucione de manera diferencial después e influyen en cómo las especies de vertebrados pueden utilizar las áreas quemadas.

### Matorrales

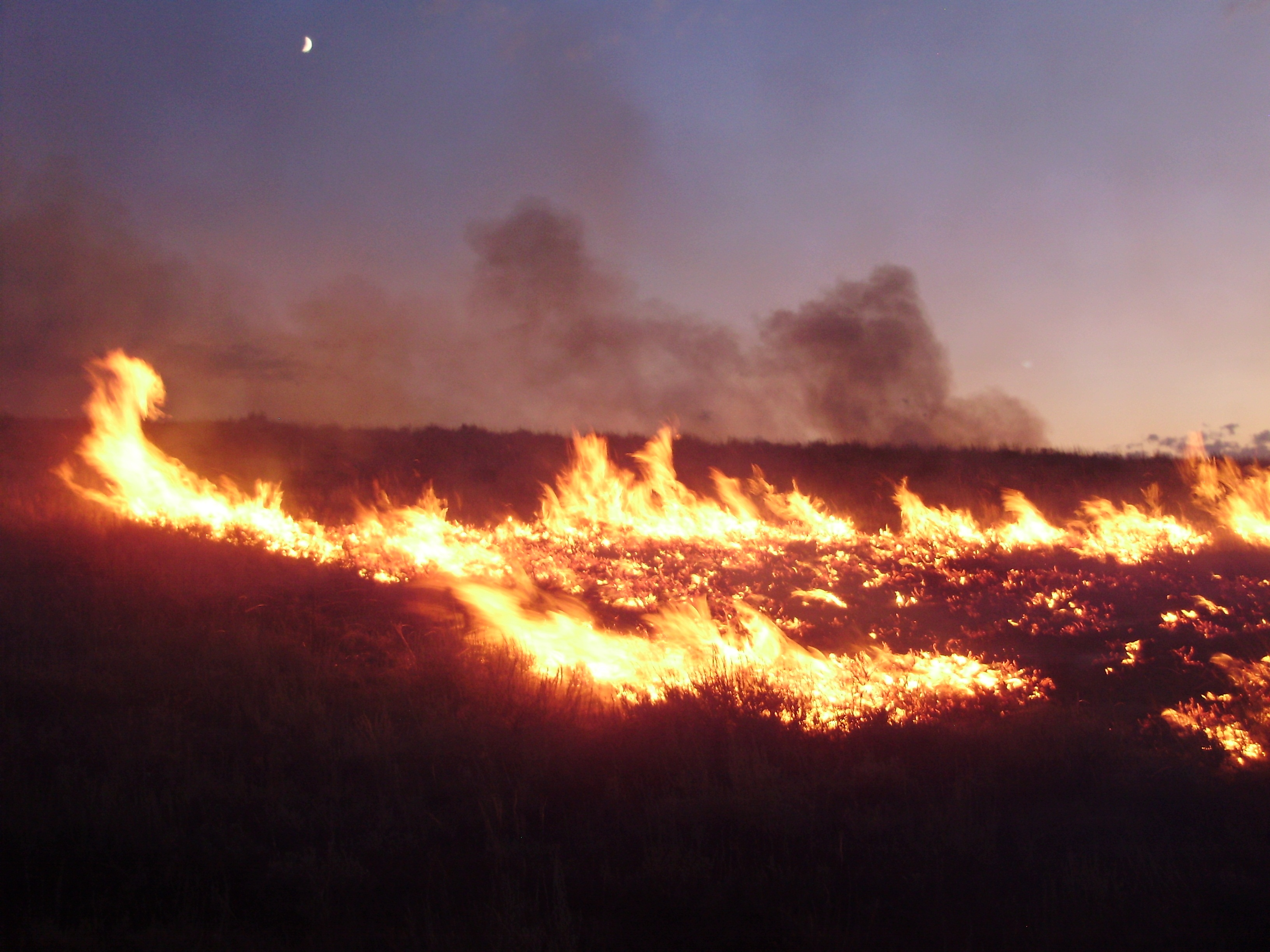
Los incendios forestales provocados por rayos son frecuentes en los matorrales y pastizales de Nevada

Los incendios de arbustos generalmente se concentran en el dosel y se propagan continuamente si los arbustos están lo suficientemente cerca unos de otros. Los matorrales son típicamente secos y son propensos a la acumulación de combustibles altamente volátiles, especialmente en las laderas. Los incendios seguirán el camino de menor humedad y mayor cantidad de material combustible muerto. Las temperaturas superficiales y subterráneas del suelo durante una quema son generalmente más altas que las de los incendios forestales porque los centros de combustión se encuentran más cerca del suelo, aunque esto puede variar mucho. Las plantas comunes en matorrales o chaparrales incluyen la manzanita, el chamise y el cepillo de coyote.

#### Matorrales de California
El matorral de California, comúnmente conocido como chaparral, es una comunidad de plantas muy extendida de especies de bajo crecimiento, típicamente en áreas áridas en pendiente de la Cordillera de la Costa de California o en las estribaciones occidentales de Sierra Nevada. Hay una serie de formas comunes de arbustos y arbustos de árboles en esta asociación, que incluyen salal, toyon, cafeto y roble venenoso occidental. La regeneración después de un incendio suele ser un factor importante en la asociación de estas especies.

#### Matorrales de Fynbos de Sudáfrica
Los matorrales de Fynbos se encuentran en un pequeño cinturón a lo largo de Sudáfrica. Las especies de plantas en este ecosistema son muy diversas, sin embargo, la mayoría de estas especies son sembradoras obligadas, es decir, un incendio hará que las semillas germinen y las plantas comenzarán un nuevo ciclo de vida a causa de ello. Estas plantas pueden haber coevolucionado en sembradoras obligadas como respuesta al fuego y suelos pobres en nutrientes. Debido a que el fuego es común en este ecosistema y el suelo tiene nutrientes limitados, es más eficiente que las plantas produzcan muchas semillas y luego mueran en el próximo incendio. Invertir mucha energía en las raíces para sobrevivir al próximo incendio cuando esas raíces podrán extraer pocos beneficios adicionales del suelo pobre en nutrientes sería menos eficiente. Es posible que el rápido tiempo de generación que muestran estas sembradoras obligadas haya llevado a una evolución y especiación más rápidas en este ecosistema, lo que ha dado como resultado su comunidad de plantas altamente diversa.

### Pastizales
Los pastizales se queman más fácilmente que los ecosistemas de bosques y arbustos, y el fuego se mueve a través de los tallos y las hojas de las plantas herbáceas y solo calienta ligeramente el suelo subyacente, incluso en casos de alta intensidad. En la mayoría de los ecosistemas de pastizales, el fuego es el principal modo de descomposición, lo que lo hace crucial en el reciclaje de nutrientes. En algunos sistemas de pastizales, el fuego solo se convirtió en el principal modo de descomposición después de la desaparición de grandes manadas migratorias de megafauna de ramoneo o pastoreo impulsadas por la presión de los depredadores. En ausencia de comunidades funcionales de grandes manadas migratorias de megafauna herbívora y depredadores acompañantes, el uso excesivo del fuego para mantener los ecosistemas de pastizales puede conducir a una oxidación excesiva, pérdida de carbono y desertificación en climas susceptibles. Algunos ecosistemas de pastizales responden mal al fuego.

#### Pastizales norteamericanos
En América del Norte, las hierbas invasoras adaptadas al fuego, como Bromus tectorum, contribuyen a aumentar la frecuencia de los incendios, lo que ejerce una presión selectiva contra las especies nativas. Esta es una preocupación para los pastizales en el oeste de los Estados Unidos.
En pastizales menos áridos, los incendios previos al asentamiento trabajaron en concierto con el pastoreo para crear un ecosistema de pastizales saludable, como lo indica la acumulación de materia orgánica en el suelo significativamente alterada por el fuego. El ecosistema de praderas de pastos altos en Flint Hills en el este de Kansas y Oklahoma está respondiendo positivamente al uso actual del fuego en combinación con el pastoreo.

#### Sabana sudafricana
En la sabana de Sudáfrica, las áreas quemadas recientemente tienen un nuevo crecimiento que proporciona un forraje sabroso y nutritivo en comparación con los pastos más viejos y duros. Este nuevo forraje atrae a grandes herbívoros de áreas de pastizales sin quemar y pastizales que se han mantenido cortos debido al pastoreo constante. En estos "céspedes" no quemados, solo las especies de plantas adaptadas al pastoreo intensivo pueden persistir; pero la distracción proporcionada por las áreas recién quemadas permite que los pastos intolerantes al pastoreo vuelvan a crecer en los céspedes que han sido abandonados temporalmente, lo que permite que estas especies persistan dentro de ese ecosistema.

### Sabanas de pino de hoja larga

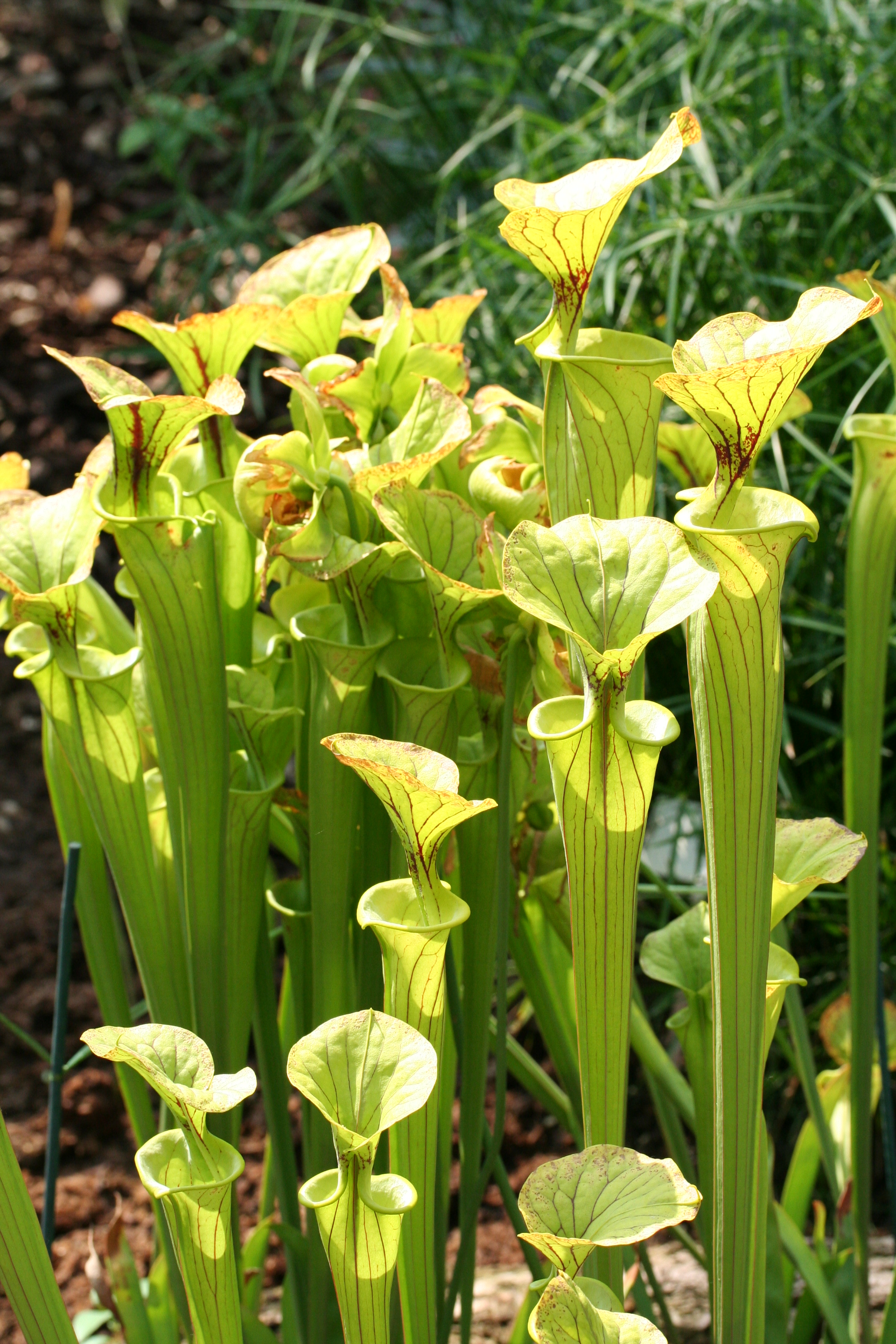
La planta de jarra amarilla depende de los incendios recurrentes en las sabanas costeras y los bosques planos.

Gran parte del sureste de los Estados Unidos alguna vez fue un bosque abierto de pinos de hoja larga con un rico sotobosque de pastos, juncos, plantas carnívoras y orquídeas. Estos ecosistemas tuvieron la mayor frecuencia de incendios de cualquier hábitat, una vez por década o menos. Sin fuego, los árboles del bosque caducifolio invaden, y su sombra elimina tanto los pinos como el sotobosque. Algunas de las plantas típicas asociadas con el fuego incluyen la planta de jarra amarilla y la rosa pogonia. La abundancia y diversidad de tales plantas está estrechamente relacionada con la frecuencia de los incendios. Los animales raros, como las tortugas terrestres y las serpientes índigo, también dependen de estos pastizales abiertos y bosques planos. Por lo tanto, la restauración del fuego es una prioridad para mantener la composición de especies y la diversidad biológica.

### Fuego en humedales
Muchos tipos de humedales también se ven afectados por el fuego. Esto suele ocurrir durante los períodos de sequía. En paisajes con suelos de turba, como ciénagas, el sustrato de turba en sí puede quemarse, dejando huecos que se vuelven a llenar con agua como nuevos estanques. Los incendios que son menos intensos eliminarán la basura acumulada y permitirán que otras plantas de los humedales se regeneren a partir de semillas enterradas o de rizomas. Los humedales que están influenciados por el fuego incluyen marismas costeras, praderas húmedas, turberas, llanuras aluviales, marismas de pradera y bosques planos. Dado que los humedales pueden almacenar grandes cantidades de carbono en la turba, la frecuencia de incendios de las vastas turberas del norte está relacionada con los procesos que controlan los niveles de dióxido de carbono de la atmósfera y con el fenómeno del calentamiento global. El carbono orgánico disuelto (DOC) es abundante en los humedales y juega un papel crítico en su ecología. En los Everglades de Florida, una parte significativa del DOC es "carbón vegetal disuelto", lo que indica que el fuego puede desempeñar un papel fundamental en los ecosistemas de humedales.

## Supresión de incendios
El fuego cumple muchas funciones importantes dentro de los ecosistemas adaptados al fuego. El fuego juega un papel importante en el ciclo de nutrientes, el mantenimiento de la diversidad y la estructura del hábitat. La supresión del fuego puede provocar cambios imprevistos en los ecosistemas que a menudo afectan negativamente a las plantas, los animales y los seres humanos que dependen de ese hábitat. Los incendios forestales que se desvían de un régimen de incendios histórico debido a la supresión de incendios se denominan "incendios atípicos".

### Comunidades de chaparral

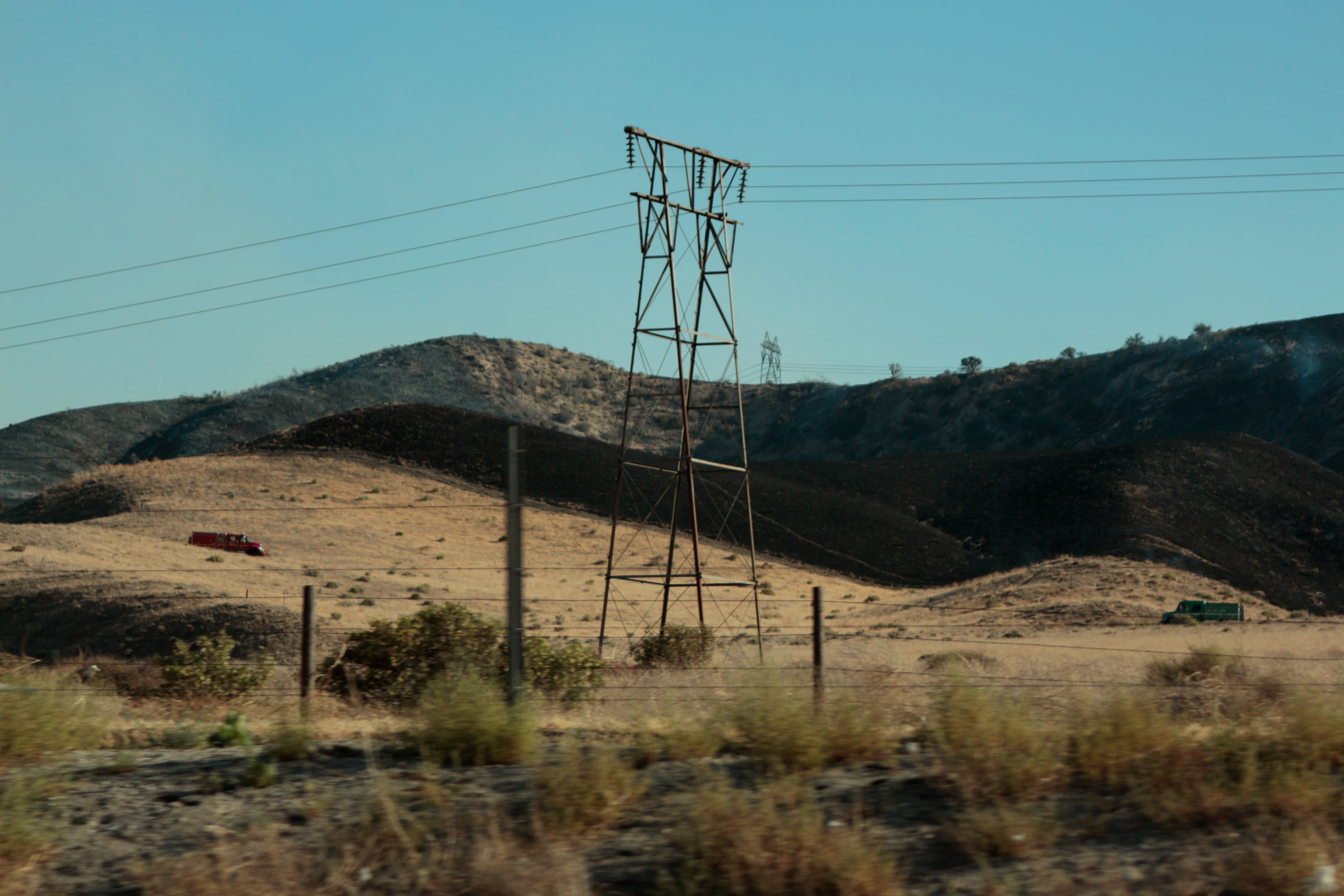
Un camión de bomberos que se acerca a la maleza humeante en el Tumbleweed Fire cerca de Los Ángeles en julio de 2021

En 2003, el sur de California fue testigo de poderosos incendios forestales de chaparral. Cientos de casas y cientos de miles de acres de tierra se incendiaron. El clima extremo del fuego (baja humedad, poca humedad del combustible y vientos fuertes) y la acumulación de material vegetal muerto de ocho años de sequía contribuyeron a un resultado catastrófico. Aunque algunos han sostenido que la supresión de incendios contribuyó a una acumulación no natural de las cargas de combustible, un análisis detallado de los datos históricos de incendios ha demostrado que este puede no haber sido el caso. Las actividades de extinción de incendios no lograron excluir el fuego del chaparral del sur de California. Las investigaciones que muestran diferencias en el tamaño y la frecuencia de los incendios entre el sur de California y Baja se han utilizado para implicar que los incendios más grandes al norte de la frontera son el resultado de la supresión de incendios, pero esta opinión ha sido cuestionada por numerosos investigadores y ya no cuenta con el apoyo de la mayoría. de ecologistas del fuego.
Una consecuencia de los incendios de 2003 ha sido el aumento de la densidad de especies de plantas invasoras y no nativas que han colonizado rápidamente las áreas quemadas, especialmente aquellas que ya habían sido quemadas en los 15 años anteriores. Debido a que los arbustos en estas comunidades están adaptados a un régimen de incendios histórico particular, los regímenes de incendios alterados pueden cambiar las presiones selectivas sobre las plantas y favorecer a las especies invasoras y no nativas que pueden explotar mejor las nuevas condiciones posteriores al incendio.

### Impacto en los peces
El Bosque Nacional de Boise es un bosque nacional de EE. UU. ubicado al norte y al este de la ciudad de Boise, Idaho. Después de varios incendios forestales inusualmente grandes, se observó un impacto negativo inmediato en las poblaciones de peces, lo que representa un peligro particular para las poblaciones de peces pequeñas y aisladas. Sin embargo, a largo plazo, el fuego parece rejuvenecer los hábitats de los peces al provocar cambios hidráulicos que aumentan las inundaciones y provocan la eliminación de sedimentos y la deposición de un sustrato de hábitat favorable. Esto conduce a poblaciones más grandes de peces después del incendio que pueden recolonizar estas áreas mejoradas. Pero aunque el fuego parece generalmente favorable para las poblaciones de peces en estos ecosistemas, los efectos más intensos de los incendios forestales inusuales, en combinación con la fragmentación de las poblaciones por las barreras humanas para la dispersión, como presas y represas, supondrán una amenaza para las poblaciones de peces.

## El fuego como herramienta de gestión

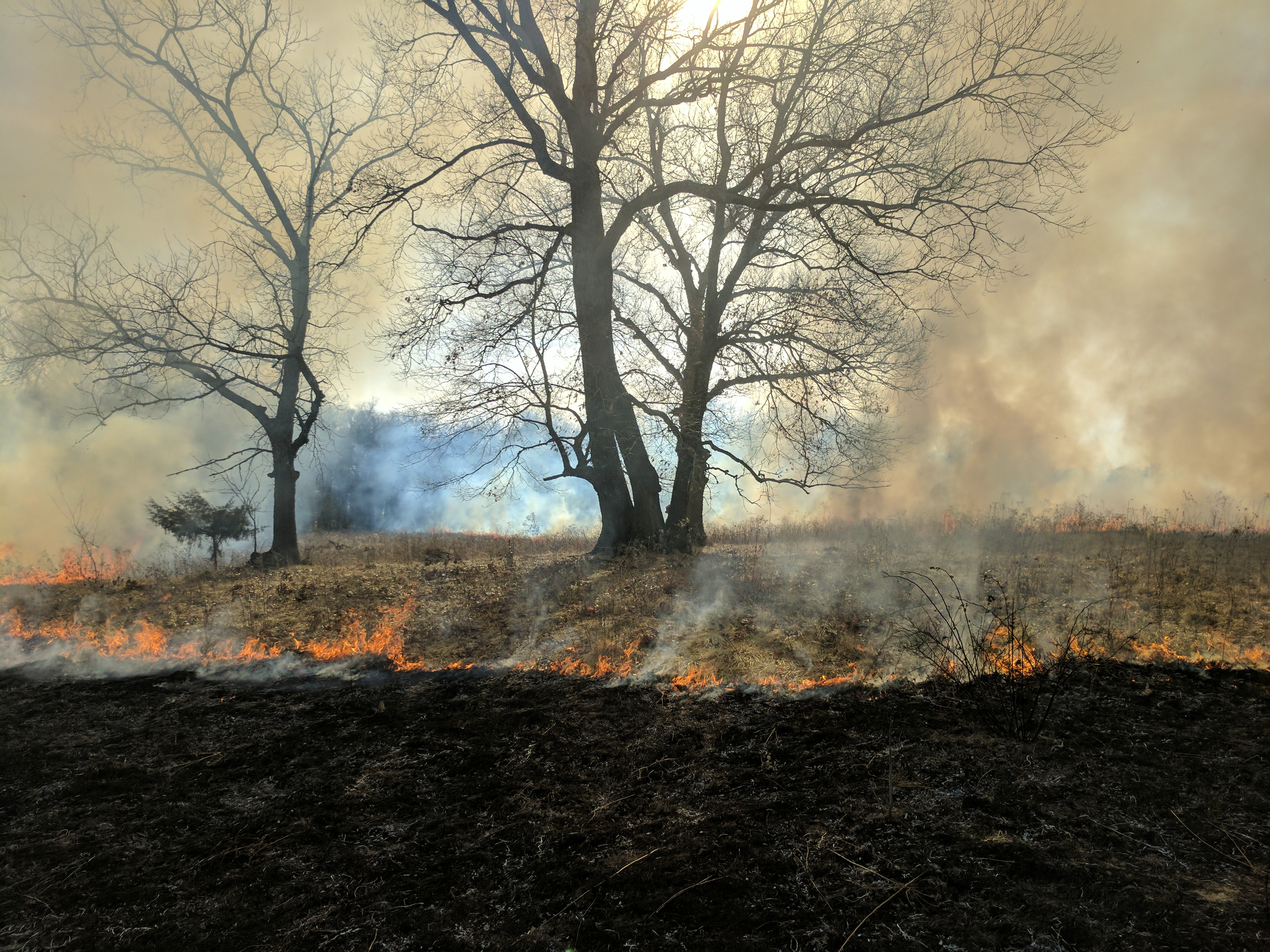
Quema prescrita en Oak Savannah en Iowa

La ecología de la restauración es el nombre que se le da a un intento de revertir o mitigar algunos de los cambios que los humanos han causado en un ecosistema. La quema controlada es una herramienta que actualmente está recibiendo una atención considerable como medio de restauración y gestión. Aplicar fuego a un ecosistema puede crear hábitats para especies que se han visto afectadas negativamente por la supresión de incendios, o puede usarse el fuego como una forma de controlar especies invasoras sin recurrir a herbicidas o pesticidas. Sin embargo, existe un debate sobre a qué deberían apuntar los administradores estatales para restaurar sus ecosistemas, especialmente si "natural" significa prehumano o preeuropeo. El uso del fuego por los nativos americanos, no los fuegos naturales, mantuvo históricamente la diversidad de las sabanas de América del Norte. Cuándo, cómo y dónde los gerentes deben usar el fuego como herramienta de gestión es un tema de debate.

### La pradera de pasto corto de las Grandes Llanuras
Una combinación de pastoreo intensivo de ganado y extinción de incendios ha alterado drásticamente la estructura, composición y diversidad del ecosistema de praderas de pasto corto en las Grandes Llanuras, permitiendo que las especies leñosas dominen muchas áreas y promoviendo especies invasoras intolerantes al fuego. En ecosistemas semiáridos donde la descomposición del material leñoso es lenta, el fuego es crucial para devolver los nutrientes al suelo y permitir que los pastizales mantengan su alta productividad.
Aunque el fuego puede ocurrir durante las temporadas de crecimiento o de latencia, el fuego controlado durante la temporada de latencia es más eficaz para aumentar la cubierta de pastos y hierbas, la biodiversidad y la absorción de nutrientes de las plantas en las praderas de pastos cortos. Sin embargo, los administradores también deben tener en cuenta cómo las especies invasoras y no nativas responden al fuego si quieren restaurar la integridad de un ecosistema nativo. Por ejemplo, el fuego solo puede controlar la centaurea manchada invasora (Centaurea maculosa) en la pradera de pastos altos de Míchigan en el verano, porque este es el momento del ciclo de vida de la centaurea que es más importante para su crecimiento reproductivo.

### Bosques mixtos de coníferas en la Sierra Nevada de EE. UU.
Los bosques mixtos de coníferas en la Sierra Nevada de los Estados Unidos solían tener intervalos de retorno de incendios que oscilaban entre 5 y 300 años, según el clima local. Las elevaciones más bajas tenían intervalos de retorno de incendios más frecuentes, mientras que las elevaciones más altas y más húmedas tenían intervalos mucho más largos entre incendios. Los nativos americanos tendían a provocar incendios durante el otoño y el invierno, y la tierra en una elevación más alta generalmente estaba ocupada por nativos americanos solo durante el verano.

### Bosques boreales finlandeses
La disminución del área y la calidad del hábitat ha provocado que muchas poblaciones de especies sean incluidas en la lista roja de la Unión Internacional para la Conservación de la Naturaleza. Según un estudio sobre la gestión forestal de los bosques boreales finlandeses, mejorar la calidad del hábitat de las áreas fuera de las reservas puede ayudar en los esfuerzos de conservación de los escarabajos dependientes de la madera muerta en peligro de extinción. Estos escarabajos y varios tipos de hongos necesitan árboles muertos para sobrevivir. Los bosques antiguos pueden proporcionar este hábitat particular. Sin embargo, la mayoría de las áreas boscosas boreales de Fennoscandia se utilizan para madera y, por lo tanto, no están protegidas. Se estudió el uso de quema controlada y retención de árboles de un área boscosa con madera muerta y su efecto sobre los escarabajos en peligro de extinción. El estudio encontró que después del primer año de manejo, el número de especies aumentó en abundancia y riqueza en comparación con el tratamiento previo al incendio. La abundancia de escarabajos continuó aumentando al año siguiente en sitios donde la retención de árboles era alta y la madera muerta era abundante. La correlación entre la gestión de incendios forestales y el aumento de las poblaciones de escarabajos muestra una clave para la conservación de estas especies incluidas en la lista roja.

### Bosques de eucaliptos australianos
Gran parte del antiguo bosque de eucaliptos en Australia está destinado a la conservación. La gestión de estos bosques es importante porque especies como Eucalyptus grandis dependen del fuego para sobrevivir. Hay algunas especies de eucaliptos que no tienen un lignotuber, una estructura de raíz que se hincha y contiene brotes donde pueden brotar nuevos brotes. Durante un incendio, un lignotubérculo es útil para el restablecimiento de la planta. Debido a que algunos eucaliptos no tienen este mecanismo en particular, el manejo de incendios forestales puede ser útil al crear un suelo fértil, matar a los competidores y permitir que se liberen semillas.

## Políticas de gestión

### Estados Unidos
La política de incendios en los Estados Unidos involucra al gobierno federal, gobiernos estatales individuales, gobiernos tribales, grupos de interés y el público en general. La nueva perspectiva federal sobre la política de incendios es paralela a los avances en ecología y se está moviendo hacia la visión de que muchos ecosistemas dependen de la perturbación para su diversidad y para el mantenimiento adecuado de sus procesos naturales. Aunque la seguridad humana sigue siendo la prioridad número uno en el manejo de incendios, los nuevos objetivos del gobierno de EE. UU. incluyen una visión a largo plazo de los ecosistemas. La política más nueva permite a los gerentes medir los valores relativos de la propiedad privada y los recursos en situaciones particulares y establecer sus prioridades en consecuencia.
Uno de los objetivos principales en el manejo de incendios es mejorar la educación pública para suprimir la mentalidad de extinción de incendios " Smokey Bear " e introducir al público a los beneficios de los incendios naturales regulares.